# Pokémon Mystery Dungeon: Blue Rescue Team en Red Rescue Team
Pokémon Mystery Dungeon: Blue Rescue Team en Pokémon Mystery Dungeon: Red Rescue Team zijn twee computerspellen voor de Nintendo DS en Game Boy Advance. De spellen zijn ontwikkeld door Chunsoft en uitgebracht door The Pokémon Company en Nintendo in 2005. Red Rescue Team was het laatste Pokémon-spel dat werd uitgebracht voor de Game Boy Advance. De twee versies zijn grotendeels identiek, waarbij Blue Rescue Team profiteert van de dual-screen-functies en verbeterde grafische en geluidsmogelijkheden van de Nintendo DS. Het spel bevat zes Pokémon die exclusief zijn voor elke versie.
De roguelike-spellen draaien om willekeurig veranderende kerkers die door de speler en zijn partner-Pokémon moeten worden verkend. Het verhaal concentreert zich op de speler die in een Pokémon is veranderd en geheugenverlies heeft geleden en zich later bij een reddingsteam voegt met een partner-Pokémon, terwijl hij erachter komt wie ze zijn. 
Red Rescue Team en Blue Rescue Team zijn in 2016 uitgebracht voor de Wii U Virtual Console. In 2020 werd een bijgewerkte remake van de games uitgebracht met de titel Pokémon Mystery Dungeon: Rescue Team DX.